# Fusionsfördraget
Fusionsfördraget, formellt fördraget om upprättandet av ett gemensamt råd och en gemensam kommission för Europeiska gemenskaperna, var ett fördrag inom Europeiska gemenskaperna som undertecknades den 8 april 1965 i Bryssel, Belgien. Det trädde i kraft den 1 juli 1967 efter att ha ratificerats av alla medlemsstater i enlighet med deras respektive konstitutionella bestämmelser.
Genom fusionsfördraget skapades en enhetlig institutionell struktur för Europeiska gemenskaperna. De parallella institutionerna som hade skapats för Europeiska kol- och stålgemenskapen (EKSG), Europeiska ekonomiska gemenskapen (EEG) och Europeiska atomenergigemenskapen (Euratom) slogs samman. De tre gemenskaperna fick även en gemensam budget, men förblev däremot separata juridiska personer.
Fördraget ingicks på obestämd tid men upphävdes genom Amsterdamfördraget den 1 maj 1999 då dess bestämmelser ersattes.

## Historia

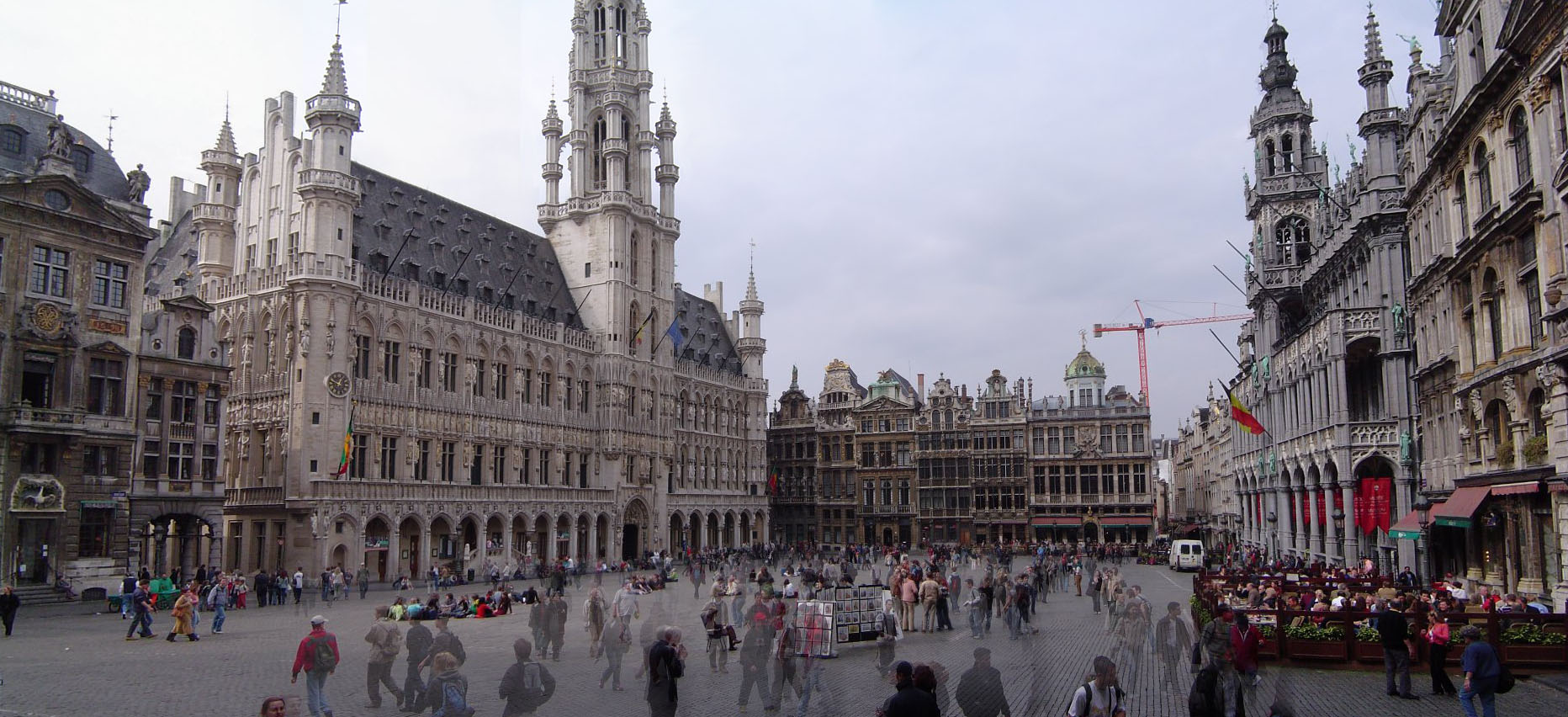
Fördraget signerades i Bryssel, Belgien, den 8 april 1965.

Genom fördraget om upprättandet av Europeiska ekonomiska gemenskapen och fördraget om upprättandet av Europeiska atomenergigemenskapen, som trädde i kraft den 1 januari 1958, inrättades två nya gemenskaper, Europeiska ekonomiska gemenskapen och Europeiska atomenergigemenskapen. Institutionerna för dessa två gemenskaper liknade Europeiska kol- och stålgemenskapens, men var helt skilda åt med undantag för domstolen och den parlamentariska församlingen, som delades av samtliga tre gemenskaper. De parallella strukturerna innebar dock ett ineffektivt och dyrt samarbete. Överenskommelsen om att slå ihop de tre gemenskapernas institutioner nåddes ungefär tio år senare. Resultatet var fusionsfördraget, som innebar att gemenskaperna skulle få gemensamma institutioner och att de tre gemenskaperna tillsammans bildade Europeiska gemenskaperna (EG). Fördraget signerades den 8 april 1965 i Bryssel och trädde i kraft den 1 juli 1967.

## Syfte och innehåll
Genom fusionsfördraget slogs de parallella institutionerna för Europeiska kol- och stålgemenskapen, Europeiska ekonomiska gemenskapen och Europeiska atomenergigemenskapen samman till en enhetlig institutionell struktur. Därmed inrättades Europeiska gemenskapernas kommission och Europeiska gemenskapernas råd. Sedan tidigare hade en parlamentarisk församling och en domstol varit gemensamma för de tre gemenskaperna.
Genom fördraget förblev dock de tre gemenskaperna formellt skilda från varandra. Var och en av dem utgjorde fortfarande en egen juridisk person. Vissa betraktar fusionsfördraget som den egentliga starten för Europeiska unionen eftersom gemenskaperna först då fick en mer enhetlig utformning.
| Årtal | 1952 | 1954                         | 1958 | 1967                                       | 1987                                       | 1993                                               | 1999                                              |                                                   | 2003                                              | 2009                    |                         |
|       |      |                              |      | Europeiska gemenskaperna:                  |                                            |                                                    |                                                   |                                                   |                                                   |                         |                         |
|       |      |                              |      | Europeiska atomenergigemenskapen (EURATOM) |                                            |                                                    |                                                   |                                                   |                                                   |                         |                         |
|       |      |                              |      | Europeiska kol- och stålgemenskapen (EKSG) | Europeiska kol- och stålgemenskapen (EKSG) |                                                    |                                                   |                                                   |                                                   | Europeiska unionen (EU) | Europeiska unionen (EU) |
|       |      |                              |      | Europeiska ekonomiska gemenskapen (EEG)    | Europeiska ekonomiska gemenskapen (EEG)    |                                                    | Europeiska gemenskapen (EG)                       | Europeiska gemenskapen (EG)                       | Europeiska gemenskapen (EG)                       | Europeiska unionen (EU) | Europeiska unionen (EU) |
|       |      |                              |      |                                            |                                            | Rättsliga och inrikes frågor (RIF)                 |                                                   |                                                   |                                                   | Europeiska unionen (EU) | Europeiska unionen (EU) |
|       |      |                              |      |                                            |                                            | Polissamarbete och straffrättsligt samarbete (PSS) |                                                   |                                                   |                                                   | Europeiska unionen (EU) | Europeiska unionen (EU) |
|       |      |                              |      |                                            | Europeiska politiska samarbetet (EPS)      | Gemensamma utrikes- och säkerhetspolitiken (GUSP)  | Gemensamma utrikes- och säkerhetspolitiken (GUSP) | Gemensamma utrikes- och säkerhetspolitiken (GUSP) | Gemensamma utrikes- och säkerhetspolitiken (GUSP) | Europeiska unionen (EU) | Europeiska unionen (EU) |
|       |      | Västeuropeiska unionen (VEU) |      |                                            |                                            |                                                    |                                                   |                                                   |                                                   | Europeiska unionen (EU) | Europeiska unionen (EU) |
|       |      |                              |      |                                            |                                            |                                                    |                                                   |                                                   |                                                   |                         |                         |

## Ratificeringsprocessen

Slutgiltig deposition avklarad
Ratificeringsförfarandet avklarat
Ratificeringsförfarandet ej klart
Ratificeringsförfarandet stoppat

Efter att fusionsfördraget hade signerats den 8 april 1965 i Bryssel var det tvunget att bli ratificerat i alla de sex medlemsstaterna i enligt deras respektive konstitutionella bestämmelser för att kunna träda i kraft.
Samtliga medlemsstater, Belgien, Frankrike, Italien, Luxemburg, Nederländerna och Västtyskland, valde att godkänna fördraget i sina nationella parlament, eftersom ländernas konstitutioner inte krävde folkomröstning om fördraget och politikerna inte ansåg det nödvändigt. 
Fördraget var upprättat på Europeiska kol- och stålgemenskapens, Europeiska ekonomiska gemenskapens och Europeiska atomenergigemenskapens fyra officiella språk: franska, italienska, nederländska och tyska, det vill säga det som skulle bli Europeiska gemenskapernas officiella språk. Det var lika juridiskt giltigt på alla dessa fyra språk, men versioner av fördragen på senare EU-språk har lagts till efter hand som att unionen har utvidgats. Fördraget upphörde dock att gälla den 1 maj 1999, när Amsterdamfördraget trädde i kraft och ersatte fusionsfördraget.
Fusionsfördraget och de nationella ratificeringsinstrumenten deponerades i Rom hos den italienska regeringen, i likhet med fördraget om upprättandet av Europeiska ekonomiska gemenskapen och alla senare EU-fördrag.
Samtliga sex medlemsstater deponerade sina handlingar i Rom hos den italienska regeringen den 30 juni 1967, dagen innan det att fördraget trädde i kraft.